# 日本鬼子
日本鬼子是中文對日本军人的蔑称，起源年份不詳，出處有1926年中华全国总工会会刊《工人之路》的報導《上海纱厂工友打死了一个日本鬼子》，及至中華民國的抗日戰爭期間使用急增，尤以1937年行軍樂《大刀向鬼子们的头上砍去》著名。“小鬼子”一般也特指日本人，揶揄日军身高。日本文化評論指出，日本的鬼被日本人視為强而可畏，並非像中國鬼怪被中國人視為「非人」，而且又有同名的萌拟人化角色日本鬼子，所以日本人看到中国反日示威標語上的日本鬼子，亦不懂其貶義。

## 類似表述
粵語「㗎仔」，又作「嘎仔」（粵拼：gaa4 zai2），或根據性別和年齡稱呼「㗎佬」、「㗎妹」等，是對日本人的貶稱。第二次世界大戰的香港保衛戰及日佔香港時期，香港人聽到日本人說（羅馬化：bakayarou）這個用來罵人的詞，便以baka的第二字連同它的聲調寫成「㗎」字代表日本人，讀作「gaa4 [kaː]」
。